# Bocche di Bonifacio
Le Bocche di Bonifacio (in corso Bucchi di Bunifaziu, in bonifacino Bocche de Bunifazziu, in gallurese Bocchi di Bunifaciu, in sassarese Bocchi di Bonifaziu, in sardo Buccas de Bonifatziu, in algherese Estret de Bonifacio) sono uno stretto di mare che separa la Sardegna dalla Corsica, l'Italia dalla Francia; nel punto più breve distano circa 11 km.
I comuni di Santa Teresa Gallura (Italia) e Bonifacio (Francia) ne delineano i confini. È un crocevia di linee di navi passeggeri come la Sardinia Ferries, che collega Porto Torres con Porto Vecchio, e la Grimaldi Lines che collega il porto di Barcellona e Porto Torres con quello di Civitavecchia, passando attraverso le Bocche di Bonifacio; durante l'attraversamento diurno è possibile vedere nitidamente le due coste, mentre durante l'attraversamento notturno si scorgono le luci dei paesini affacciati sul mare.

## Descrizione
Il nome deriva dal comune francese di Bonifacio, in Corsica, che a sua volta deve il nome al marchese Bonifacio II di Toscana, un nobile margravio d'origine bavarese dell'VIII secolo, che fu prefetto della Corsica.
Lo stretto mette in comunicazione il mar di Sardegna, a ovest, con il mar Tirreno, a est, con una larghezza di circa 15–20 km e una profondità massima di 100 m. All'imbocco orientale, si trovano le isole italiane dell'arcipelago di La Maddalena e quelle francesi di Cavallo e di Lavezzi.
È molto conosciuto dai naviganti per la pericolosità delle sue acque, disseminate di scogli e attraversate da forti correnti. Furono fatali per la fregata francese Sémillante, che il 15 febbraio 1855, mentre era diretta da Tolone al mar Nero per partecipare alla guerra di Crimea, a causa di una violenta tempesta fu sbattuta sugli scogli. Nel naufragio morirono tutti i 700 soldati che trasportava.
Dal 1993, dopo l'ennesimo naufragio di una nave mercantile, il passaggio sullo stretto è proibito alle navi che trasportano sostanze inquinanti.

## Toponomastica storica
Prima di Bonifacio lo stretto era chiamato Taphros; possiamo trovarne riferimento in un passo della Naturalis historia, opera enciclopedica in trentasette volumi, elaborata da Plinio il Vecchio nel I secolo d.C.:
(Gaio Plinio Secondo, Naturalis historia libro III, 83)
Nell'Alto Medioevo era denominato Fretum Gallicum (stretto gallico), in quanto la Corsica era sotto il controllo dei Franchi, popolazione germanica stanziatasi nell'antica Gallia.